# Caritas Mategeko Karadereye
Caritas Mategeko Karadereye là một chính trị gia và nhà hoạt động người Burundi. Cùng với Euphrasie Kandeke, người được mệnh danh là Bộ trưởng Câu hỏi Phụ nữ,, bà trở thành một trong những phụ nữ đầu tiên phục vụ trong nội các Burundia khi được Jean-Baptiste Bagaza bổ nhiệm làm Bộ trưởng Bộ Xã hội  Vào thời điểm đó, bà là phó tổng thư ký của Hội Phụ nữ Burundi. bà vẫn ở trong tủ cho đến năm 1987. Trong sự nghiệp của mình, bà cũng dành thời gian làm đại diện địa phương cho Tổng giám đốc UNESCO. Mategeko là một người Tutsi; em gái của bà, một sinh viên, nằm trong số những người bị giết trong cuộc diệt chủng Burundi năm 1972. Karadereye cũng viết về chủ đề phụ nữ và xã hội Burundi, xuất bản một bài báo về chủ đề này vào năm 1969. Có vẻ như bà ấy vẫn là một thành viên của chính phủ cho đến ít nhất năm 1992; kể từ năm 1997, bà là một thành viên của conseil des sage được giao nhiệm vụ điều tra cuộc diệt chủng năm 1993.